# Isomerisierung

Photoisomerisierung von trans-Stilben (links) in cis-Stilben.

Als Isomerisierung wird in der Chemie die Umwandlung eines Moleküls, also eine Änderung der Atomfolge oder -anordnung, in ein anderes Isomer mit unveränderter Summenformel  bezeichnet. In einigen Molekülen und unter bestimmten Bedingungen findet eine Isomerisierung spontan statt. Viele Isomere besitzen die gleiche oder eine nahezu gleiche Bindungsenergie, wodurch eine relativ freie Umwandlung/Interkonvertierung stattfindet. Geschieht eine Isomerisierung innerhalb eines Moleküls, so spricht man auch von einer Umlagerung. Unterscheiden sich Reaktant und Produkt nicht, dann spricht man von einer Automerisierung.
Eine Isomerisierung kann z. B. photochemisch, thermisch oder katalytisch bewirkt werden.

## Beispiele
- Photochemisch induzierte Umwandlung eines trans-Alkens in ein cis-Alken.[1]
- Umlagerung geradkettiger in verzweigte Alkane.[2]
- Umwandlung eines Enantiomers in ein Racemat (1:1-Gemisch zweier Enantiomere) – (R) wird (RS); (S) wird (RS).[3]
- Basisch katalysierte Umwandlung von Allenen in Alkine.[4]